# Diclidia obscura
Diclidia obscura es una especie de coleóptero de la familia Scraptiidae.

## Distribución geográfica
Habita en Arizona (Estados Unidos).